# Arlette Pielmann
Arlette Pielmann (* 4. Juni 1937 in Wuppertal als Arlette Gisela Tigges; † 12. Dezember 1978 bei Ulm) war eine deutsche Schauspielerin, Malerin, Fotomodell, Bohemienne, Muse sowie Geliebte von Theodor W. Adorno.

## Leben
Arlettes Vater Gerd Tigges war ein vermögender Schraubenfabrikant aus Wuppertal. Die Wuppertaler Firma Tigges existiert bis heute. 1958 heiratete sie gegen den Willen des Vaters den Maler Edmund Georg Pielmann, woraufhin sie als Erstgeborene von drei Kindern enterbt wurde. 1959 wurde die gemeinsame Tochter Claudia Pielmann geboren. Nach knapp zwei Jahren wurde die Ehe geschieden.
Arlette spielte 1965 in dem Episodenfilm Das Liebeskarussell mit (3. Episode: Dorothea). Zu ihrem Bekanntenkreis gehörten Hanna Schygulla, Edgar Reitz, Alexander Kluge und Theodor W. Adorno, die häufig zu Gast in ihrer Wohnung am Hohenzollernplatz in München waren. Von 1962 bis 1969 war sie die Vertraute und Geliebte von Theodor W. Adorno. Sie besuchte ihn regelmäßig in Frankfurt am Main –, Adornos Ehefrau Gretel wusste darüber Bescheid.
Im März 1967 heirateten Arlette Pielmann und der Filmproduzent Walter Krüttner. Die Ehe scheiterte nach etwa einem Jahr.
Im Dezember 1978 kam Arlette Pielmann bei einem Autounfall ums Leben: Von Hamburg kommend saß sie – als Vertreterin für Herzschrittmacher – am Steuer ihres Mercedes, der auf einem Autobahnzubringer bei Ulm ins Schleudern geriet und gegen einen Baum prallte. 2013 überreichten Jan Philipp Reemtsma und Christoph Gödde die Korrespondenzen von T.W. Adorno zu Arlette Pielmann (1962–1968) an die Nachlasserbin Claudia Pielmann. Claudia Pielmann hat Adornos von Hand geschriebenen Briefe aus dem Nachlass ihrer Mutter vernichtet.

## Audio
- Das unreglementierte Glück Arlette und Adorno, WDR 3[2]